# Kościół św. Wacława w Marcinowicach
Kościół świętego Wacława – rzymskokatolicki kościół filialny należący do parafii św. Wawrzyńca w Śmiałowicach (dekanat Świdnica-Wschód diecezji świdnickiej).
Jest to świątynia w stylu późnobarokowym, wybudowana w l połowie XVIII wieku, restaurowana była w latach 1830 i 1871, następnie remontowana ok. 1920 i w 1964 roku. 
Budowla jest murowana, wzniesiona została na planie krzyża greckiego, jej wnętrze jest nakryte sklepieniami kolebkowymi z lunetami. Wystrój wnętrza reprezentuje styl barokowy i powstał w czasie budowy świątyni.